# Ein schnelles Leben
Ein schnelles Leben ist ein Roman von Zoë Jenny. In einer modernen Variante der Romeo-und-Julia-Thematik erzählt er die Liebesgeschichte zwischen einem türkischen Mädchen und einem deutschen Jungen mit Beziehungen zur rechtsextremen Szene. Der Roman wurde 2002 im Aufbau Verlag veröffentlicht.

## Handlung
Ayse lebt mit ihrer türkischen Familie (den Eltern Ahmet und Antaya, ihrem Bruder Zafir und dem Kindermädchen Ata) in Berlin. In der Kindheit hatte sie zu Zafir eine sehr enge Beziehung, aber in letzter Zeit versucht er immer mehr, über sie zu bestimmen. Der Vater ist durch Immobiliengeschäfte zu Wohlstand gelangt und hat der Familie vor ein paar Jahren ein Haus gekauft. Ayse führt ein wohlbehütetes, aber auch streng reglementiertes Leben, im Gegensatz zu ihrer besten Freundin Sezen, die große Freiheiten genießt und der geschockten Ayse von den Nächten bei ihrem Geliebten berichtet.
Sezen gibt eine Party, und zum ersten Mal erlauben Ayses Eltern, dass sie hingeht – allerdings unter der Bedingung, dass ihr Bruder sie begleitet und auf sie aufpasst. Bei der Party lernt Ayse Christian kennen und die beiden verstehen sich sofort, doch als Zafir das mitbekommt, wird er wütend und bringt Ayse sofort nach Hause. Christian gehört zu einer Gruppe von Jugendlichen, die anscheinend der rechten Szene angehören und mit denen Zafir und seine Freunde in der Schule immer wieder aneinandergeraten.
Ayse schreibt heimlich Geschichten und Gedichte, die sie nur ihrem Lehrer Matteo zeigt. Matteo, der neben seiner Arbeit selbst an einem Roman schreibt, ermutigt sie, sich in ihrer Kreativität und Freiheit nicht einschränken zu lassen.
Auf dem Flur stößt Ayse mit Christian zusammen und verliert dabei unbemerkt ein Blatt mit einem Gedicht. Also geht Christian zu ihr nach Hause, um ihr das Blatt zurückzugeben. Dabei stellt er fest, dass er selbst früher in dem Haus gewohnt hat, in dem nun Ayses Familie wohnt – bis seine Familie ausziehen musste, weil das Haus (nach einer Enteignung zu DDR-Zeiten) an den Alteigentümer rückübertragen wurde. Sogar das Zimmer, in dem nun Ayse lebt, war früher sein Kinderzimmer.
Ayse und Christian verlieben sich immer mehr ineinander, doch Zafir will den Kontakt zwischen den beiden auf jeden Fall unterbinden. Nachts treffen sich Zafir und seine Freunde mit Christian und seinen Leuten zu einer Schlägerei, bei der Christians Freund Paul der Arm gebrochen wird. Innerlich hat sich Christian schon von ihnen distanziert, besonders von Sigi, dem Anführer der Gruppe.
Matteo lädt Ayse in das Atelier ein, in dem er nach der Schule an seinem Buch schreibt. Er überlässt ihr den Schlüssel, da er verreisen wird und Ayse die Möglichkeit geben will, solange einen Ort für sich allein zu haben. Zwischen den beiden liegt eine emotionale Spannung in der Luft; Matteo kommt Ayse auch kurz körperlich näher, doch dann bittet er sie zu gehen, wohl auch, um sich nicht zu einem noch engeren Kontakt zu seiner Schülerin hinreißen zu lassen.
In einem Brief gesteht Christian Ayse seine Liebe und lädt sie zu einem heimlichen Treffen am Fernsehturm ein. Doch Zafir hat sie verfolgt, stellt sie zur Rede und erzählt alles den Eltern. Sie verbieten Ayse Christian zu sehen, doch heimlich trifft sie sich mit ihm in Matteos Atelier, wo die beiden zum ersten Mal miteinander schlafen.
Die Eltern kündigen Ayse an, sie auf ein exklusives Mädcheninternat in der Schweiz schicken zu wollen. In derselben Nacht macht sich Zafir wieder auf den Weg, wie Ayse vermutet, zu einer Schlägerei. Später in der Nacht steht plötzlich Christian vor dem Haus und sagt ihr, er müsse sich für immer von ihr verabschieden. Ayse packt jedoch schnell ihre Sachen, klaut Geld von den Eltern und macht sich mit Christian auf den Weg zum Bahnhof, um mit ihm ins Ausland zu fliehen. Mit dem Zug fahren sie über Basel bis ins Tessin, wo sie in einer einsamen Berghütte wohnen.
Was Ayse nicht weiß: In der Nacht ihrer Flucht kam es zu einem erneuten Zusammentreffen zwischen Zafir, Christian und Sigi. Christian will mit Zafir Frieden schließen, was dieser aber nicht glaubt und mit einem Messer auf ihn losgeht. Da wirft Sigi Christian eine Pistole zu, von der er vorher behauptete, sie sei nicht geladen und diene nur der Abschreckung. Doch das war gelogen: Christian bedroht Zafir damit, ein Schuss löst sich und Zafir bricht zusammen. Auf der Flucht lässt sich Christian von Ayse versprechen, ihn niemals nach den Ereignissen dieser Nacht zu fragen.
Ayse und Christian verbringen ein paar glückliche Tage in der Berghütte und planen, nach Italien weiterzuziehen und gemeinsam ein neues Leben zu beginnen. Doch eines Nachts zieht ein schweres Gewitter auf, und eine Geröll- und Schlammlawine entwurzelt Bäume und begräbt die Hütte unter sich. Ihre Körper werden nicht gefunden. Tage später erwacht Zafir im Krankenhaus aus dem Koma. Matteo erhält ein Päckchen von Ayse mit dem Atelierschlüssel und dem blauen Buch, in das sie ihre Geschichten geschrieben hat. Er setzt sich an den Laptop, um Ayses Geschichte aufzuschreiben.

## Rezeption
Im Gegensatz zu Jennys Debütroman Das Blütenstaubzimmer, der von der Literaturkritik sehr positiv aufgenommen wurde, lehnten die Feuilletons Ein Schnelles Leben nahezu einhellig ab. Kritisiert wurden beispielsweise die Trivialität und Klischeehaftigkeit der Handlung, manche unglaubwürdigen Zufälle, die oberflächliche Behandlung der politischen und sozialen Spannungen sowie das plötzliche Ende, durch das der zugrundeliegende Konflikt nicht gelöst wird. Auf den Rezensionswebsites Goodreads und sandammeer.at wird Jenny hingegen für die „Seelentiefe ihrer Figuren“ und die „poetische Sprache“ gelobt.
Übersetzungen von Ein schnelles Leben erschienen in bulgarischer, italienischer, niederländischer und russischer Sprache.

## Ausgaben (Auswahl)
- Zoë Jenny: Ein schnelles Leben. Roman. Aufbau Taschenbuch Verlag, Berlin 2004, ISBN 3-7466-2059-7.